# Sub communione
Mit sub communione (genauer: Musica sub communione) bezeichnet man in der evangelischen Liturgik und Kirchenmusik die während der Austeilung der Kommunion in der Heiligen Messe oder dem Abendmahl erklingende Musik. Dabei kann es sich um Vokalmusik oder um Orgelmusik handeln.
In der  Heiligen Messe hat während der Austeilung der Kommunion die Communio ihren Platz, ursprünglich ein antiphonaler Gesang, bestehend aus einer Antiphon und einem passenden Psalm, von dem jedoch heute meist nur die Antiphon als Teil des Propriums der Heiligen Messe übrig geblieben ist.